# Jean Lolive
Jean Lolive, né le 6 juin 1910 à Brignais (Rhône) et mort le 6 septembre 1968 à Pantin, est un homme politique français, membre du Parti communiste français.
Il est conseiller général de la Seine, sénateur, puis député de la Seine et ensuite de la Seine-Saint-Denis, et maire de Pantin.

## Biographie
Jean Lolive est né à Brignais (Rhône) le 6 juin 1910, de parents modestes. Il fréquente l’école primaire puis travaille comme ouvrier cimentier avant d'adhérer au Parti communiste en 1934. Il se marie le 5 août 1935 avec une employée communale et communiste d’origine italienne.
Arrêté en octobre 1941 pour activités de résistance, emprisonné à Fontevrault puis au camp de Compiègne, il est déporté à Mauthausen en 1943.
De retour en France en 1945, il brigue des mandats municipaux, puis nationaux. Le 19 octobre 1947, il est élu conseiller municipal de Pantin, dont il devient maire adjoint en 1953, puis maire en 1959, jusqu’à sa mort en 1968. Il est également conseiller général du Ve secteur de la Seine de 1953 à 1959, et élu, pour six mois, membre du Conseil de la République en juin 1958.
L’avènement de la Cinquième République lui offre la possibilité de conquérir un mandat de député malgré la situation difficile où se trouve le Parti communiste. Il fait en effet partie du petit groupe de dix députés communistes qui résiste à la victoire gaulliste de mai 1958. Le 25 novembre 1958, lors du premier tour des élections législatives dans la 44e circonscription de la Seine, il arrive en tête avec 20 034 voix (37,3 % des votants) contre le candidat CNI Jean-Émile Dides, avec 11 944 voix (22,25 %), le socialiste SFIO Gérard Jacquet (17,1 %) et le candidat sans étiquette Georges Rebatet (7 014 voix, soit 13,06 %). Le maintien au second tour du candidat socialiste, qui obtient 7 857 suffrages (15 %) lui assure grâce à ses 22 221 voix (42,5 %) l’élection contre Jean-Émile Dides (38,4 %).
Le scrutin de novembre 1962 renforce son ancrage. Jean Lolive obtient 22 050 suffrages (46,8 % des votants) au premier tour, contre le candidat UNR Maurice Bellot (16 137 voix, 34,2 %) et le candidat socialiste SFIO Gérard Jacquet (7 725 voix, 16,4 %). Au second tour, il remporte plus de 54,5 % des voix (26 055) contre Maurice Bellot (19 175 voix, 40,1 %).
À la suite de la réforme de la carte électorale de la Seine qui précède le scrutin de 1967, Jean Lolive se présente dans la 6e circonscription de la Seine-Saint-Denis. Il est élu plus largement encore qu’en 1962. Il obtient, au premier tour, 25 028 suffrages (soir 47 % des 53 177 votants), contre le « Ve République » Maurice Bellot (17 209 voix, 32,6 %), le FGDS Ulysse Pellat (6 007 voix, soit seulement 11,29 % des votants) et le Centre Démocrate Albert Fauger (3 801 voix). Au second tour, il l’emporte largement sur son adversaire Maurice Bellot, par 28 828 voix (57,49 %) contre 19 490 (38,86 %).
Le scrutin de juin 1968 confirme cette aisance : Lolive est élu par 19 791 voix (40,7 % des votants) au premier tour et 23 568 (52,1 %) au second tour contre Maurice Bellot, qui sous l’étiquette de la « Défense de la Ve République », remporte 17 690 voix (36,4 %) le 23 juin et 20 242 voix (44,7 %) le 30. Après le décès de Jean Lolive, la circonscription est conservée en 1973 pour les communistes en la personne de Jacqueline Chonavel, maire de Bagnolet, suppléante de Jean Lolive.

### Activité parlementaire
Jean Lolive déploie une grande activité parlementaire, notamment dans les questions de logement, sur lesquelles il intervient à de nombreuses reprises tout au long de ses trois mandats. À partir de 1962 jusqu’à sa mort, il est en outre membre de la Commission de la Production et des échanges.
Entre décembre 1959 et avril 1964, il dépose à quatre reprises un projet de loi au nom de son parti destiné pour empêcher l’expulsion de certains occupants de locaux d’habitation, en particulier les retraités et les invalides. En décembre 1960 et en février 1963, il propose une loi visant à réorganiser les juridictions du travail. En juin 1961, il dépose un projet de loi modifiant les conditions de fixation du plafond des cotisations de Sécurité sociale. En mai 1959, il défend les conditions de travail des chauffeurs de taxis : sur le prix de l’essence, le permis de port d’arme ou leur régime d’assurance, il porte leurs revendications à la Chambre. Il participe également aux discussions relatives au projet de loi sur l’organisation de Paris et de sa région, entre décembre 1960 et juillet 1961. Il prend part également aux discussions des projets de lois relatives à la pollution atmosphérique (mai et juillet 1961), au droit de préemption des terrains dans les ZUP et les ZAD (juillet 1961), à la restauration des monuments historiques (décembre 1961) et aux HLM (juin 1962).
Lors de son second mandat, il participe à tous les débats des lois de finances de la législature. Il prend la parole lors du débat sur le régime d’épargne-logement (juin 1965) et sur le projet de loi sur les ZAD (juin 1965). Il est l’auteur du rapport sur la loi qui porte modification de l’article 108 du Code minier, relatif au comblement et à l’interdiction des carrières souterraines, à la suite de divers accidents qui marquent l’année 1967.
Membre du principal parti d’opposition au régime gaulliste, Jean Lolive vote contre le programme du gouvernement Debré le 16 janvier 1959 et contre le règlement définitif de l’Assemblée nationale le 3 juin 1959. Il rejette la loi sur l’enseignement privé le 23 décembre 1959, le vote sur les pouvoirs spéciaux le 2 février 1960. Il se prononce pour la levée de l’immunité parlementaire de Georges Bidault, et toutes les motions de censure contre le gouvernement entre 1962 et 1967. Il s’abstient lors du vote du 20 décembre 1963 sur la modification de l’article 12 de la Constitution, et vote contre le projet de loi sur l’élection des conseillers municipaux, le 17 juin 1964.

### Mort
Alors qu’il commence son quatrième mandat, inauguré par sa nouvelle victoire de juin 1968, Jean Lolive meurt brutalement le 6 septembre 1968. Il est inhumé au cimetière communal de Pantin, dans la ville dont il fut maire pendant neuf ans.

## Synthèse des mandats

### Mandats locaux
- 1953 - 1959 : conseiller général de la Seine
- 1959 - 1968 : maire de Pantin

### Sénat
- 8 juin 1958 - 30 novembre 1958 : sénateur de la Seine

### Assemblée nationale
- 30/11/1958 - 09/10/1962 : Seine - Communiste
- 25/11/1962 - 02/03/1967 : Seine - Communiste
- 12/03/1967 - 30/05/1968 : Seine-Saint-Denis - Communiste
- 30/06/1968 - 06/09/1968 : Seine-Saint-Denis - Communiste